# Athos Schwantes
Athos Marangon Schwantes (Curitiba, 13 de fevereiro de 1985) é um esgrimista brasileiro.
De origem ítalo-alemã, é filho de Ronaldo Vadson Schwantes, o primeiro brasileiro a conquistar uma medalha na esgrima, nos Jogos Pan-Americanos de 1975. Começou a treinar aos 9 anos de idade.
Disputou os Jogos Olímpicos de Verão de 2012, em Londres.

## Títulos
- Campeonato Brasileiro

2004, 2009 e 2011